# Wereldkampioenschappen jiujitsu 2017
De Wereldkampioenschappen jiujitsu 2017 waren door de Ju-Jitsu International Federation (JJIF) georganiseerde kampioenschappen voor jiujitsuka's. De 15e editie van de wereldkampioenschappen vond plaats van 24 tot 26 november 2017 in het Palacio de Los Deportes in het Colombiaanse Bogota.

## Uitslagen

### Fighting system

#### Heren
| Klasse | Goud             | Zilver            | Brons             | Brons            |
| ------ | ---------------- | ----------------- | ----------------- | ---------------- |
| –56 kg | Ara Dzhanikyan   | Eldos Kabdenov    | Jeison Mora       | Felipe Iglesias  |
| –62 kg | Roman Apolonov   | Bohdan Mochulskyy | Ecco van der Veer | Abubakir Janibek |
| –69 kg | Dmitry Beshenets | Tom Delange       | Tim Toplak        | Jaschar Salmanow |
| –77 kg | Dawid Karkosz    | Mher Manukyan     | Nikita Nikitin    | Nurlan Espolov   |
| –85 kg | Mateusz Duran    | Junior Cabezas    | Donny Donker      | Ilya Borok       |
| –94 kg | Ivan Nastenko    | Mikhail Kostyuk   | Lukas Bombik      | Melvin Schol     |
| +94 kg | Dejan Vukčević   | Rafał Riss        | Makrem Saanouni   | Mikhail Smirnov  |

#### Dames
| Klasse | Goud                    | Zilver               | Brons             | Brons                    |
| ------ | ----------------------- | -------------------- | ----------------- | ------------------------ |
| –49 kg | Andrea Plefka           | Magdalena Giec       | Amp Suwanan       | Romina López             |
| –55 kg | Martyna Bierońska       | Oksana Moskalenko    | Rebekka Dahl      | Chabeli Arenberg-Peeters |
| –62 kg | Franziska Freudenberger | Marta Walotek        | Madeline Choconta | Aliya Tlepova            |
| –70 kg | Aafke van Leeuwen       | Onanong Sangsirichok | Maira Ortiz       | Joselyne Edwards         |
| +70 kg | Charella Westra         | Alla Paderina        | Justyna Sitko     | Bianca Feichtlbauer      |

### Duo system

#### Klassiek
| Klasse  | Goud                                | Zilver                                  | Brons                           | Brons                               |
| ------- | ----------------------------------- | --------------------------------------- | ------------------------------- | ----------------------------------- |
| Heren   | Nikolaus Bichler Sebastian Vosta    | Vuk Dragutinović Stefan Vukotić         | Ben Cloostermans Bjarne Lardon  | Salah Ben Brahim Andrea Stravaganti |
| Dames   | Mirnesa Bećirović Mirneta Bećirović | Suphawadee Kaeosrasaen Kunsatri Kumsroi | Margarita Campos Sandra Pedraza | Wiktoria Lechowicz Martyna Wowra    |
| Gemengd | Thomas Schönenberger Sofia Jokl     | Daniel Rejzek Jaqueline Horák           | Johannes Horák Sara Hekele      | Ian Lodens Charis Gravensteyn       |

#### Show event
| Klasse  | Goud                                    | Zilver                                  | Brons                             | Brons                            |
| ------- | --------------------------------------- | --------------------------------------- | --------------------------------- | -------------------------------- |
| Heren   | Warut Netpong Thammanun Pothaisong      | Jirayu Vongsawan Jirayut Wuttiwannapong | David Cruz Óscar Cruz             | Vuk Dragutinović Stefan Vukotić  |
| Dames   | Suphawadee Kaeosrasaen Kunsatri Kumsroi | Luna Martincan María Merino             | Margarita Campos Sandra Pedraza   | Wiktoria Lechowicz Martyna Wowra |
| Gemengd | Ratcharat Yimprai Kunsatri Kumsroi      | Carlos Bohoyo Luna Martincan            | Juan Pablo Rojas Margarita Campos | Jeison Mora Madeline Choconta    |

### Ne waza

#### Heren
| Klasse | Goud                | Zilver             | Brons                        | Brons                 |
| ------ | ------------------- | ------------------ | ---------------------------- | --------------------- |
| –56 kg | Nurjan Seyduali     | Santo Roger        | Itamar Attali                | Guseyn Guseynov       |
| –62 kg | Jędrzej Loska       | Eric Cong-Phan     | Vicky Dabush                 | Darkhan Nortayev      |
| –69 kg | Maciej Polok        | Zainutdin Zaynukov | Mansur Khabibulla            | Gairbek Ibragimov     |
| –77 kg | Hamzeh Al-Rasheed   | Alan Ciku          | Michael Sheehan              | Ilke Bulut            |
| –85 kg | Paweł Bańczyk       | Haidar Al-Rasheed  | Abdurahmanhaji Murtazaliyev  | Reda Hamzaoui         |
| –94 kg | Faisal Al-Ketbi     | Matko Kvesić       | Piotr Bagiński Ivan Nastenko | Matheus Felipe Xavier |
| +94 kg | Seif-Eddine Houmine | Oscar Pereira      | Ilias Hadi                   | Aleksandr Sak         |

#### Dames
| Klasse | Goud                    | Zilver             | Brons             | Brons            |
| ------ | ----------------------- | ------------------ | ----------------- | ---------------- |
| –49 kg | Anna Augustyn-Mitkowska | Möldir Mekenbayeva | Magdalena Giec    | Amp Suwanan      |
| –55 kg | Jessica McNeill         | Oksana Moskalenko  | Martyna Bierońska | Polina Krupskaya |
| –62 kg | Fran Vanderstukken      | Maja Povšnar       | Orapa Senatham    | Sandra Pniak     |
| –70 kg | Amal Amjahid            | Ashten Sawitsky    | Karolina Zawodnik | Verena Rücker    |
| +70 kg | Alison Tremblay         | Justyna Sitko      | Laura Castillo    | Laura Castillo   |

### Team
| Klasse  | Goud   | Zilver | Brons     |
| ------- | ------ | ------ | --------- |
| Gemengd | België | Polen  | Duitsland |

1994 ·
1996 ·
1998 ·
2000 ·
2002 ·
2004 ·
2006 ·
2008 ·
2010 ·
2011 ·
2012 ·
2014 ·
2015 ·
2016 ·
2017 ·
2018 ·
2019 ·
2021 ·
2022